# Sveti Vincencij in Grenadine
Sveti Vincencij in Grenadine so neodvisna suverena država in članica Commonwealtha v Karibskem otočju, ki jo sestavlja kup drobnih otočkov, imenovanih Grenadine, in malo večji otok Sveti Vincencij na severu. Severno od Svetega Vincencija se nahaja otok Sveta Lucija, jugozahodno od Grenadin pa otoška država Grenada, po kateri je to otočje dobilo ime.

## Uprava

### Upravne delitve
Sveti Vincencij in Grenadine se deli na šest krajevnih skupnosti: pet na Svetem Vincenciju in eno pa sestavljajo Grenadinski otoki. Glavno mesto Kingstown se nahaja v krajevni skupnosti Svetega Jurija.
Seznam krajevnih skupnosti:
- Krajevna skupnost Charlotte
- Krajevna skupnost Grenadin
- Krajevna skupnost Svetega Andreja
- Krajevna skupnost Svetega Davida
- Krajevna skupnost Svetega Jurija
- Krajevna skupnost Svetega Patrika